# Zephyranthes mesochloa
Zephyranthes mesochloa es una especie de planta bulbosa geófita perteneciente a la familia de las amarilidáceas. Se distribuye por Sudamérica.

## Descripción
Zephyranthes mesochloa, es nativa de América del Sur y tiene flores blancas o rosadas.

## Taxonomía
Zephyranthes mesochloa fue descrita por Herb. ex Lindl. y publicado en Edwards's Botanical Register 16: t. 1345, 1361, en el año 1830.
Etimología
Zephyranthes: nombre genérico que proviene de (Zephyrus, Dios del viento del oeste en la mitología griega y Anthos, flor) puede traducirse como "flor del viento del oeste", siendo el "viento del oeste" el que trae la lluvia que desencadena la floración de estas especies.
striatum: epíteto latino que significa "con estrías".
Sinonimia
- Amaryllis mesochloa (Herb. ex Lindl.) Steud., Nomencl. Bot., ed. 2, 1: 71 (1840)
- Haylockia mesochloa (Herb. ex Lindl.) M.Roem., Fam. Nat. Syn. Monogr. 4: 47 (1847)
- Zephyranthes acuminata Herb., Edwards's Bot. Reg. 16: t. 1345 (1830)
- Zephyranthes flavescens Herb., Edwards's Bot. Reg. 16: t. 1345 (1830)
- Mesochloa canaliculata Raf., Fl. Tellur. 4: 11 (1838)
- Amaryllis entreriana O.Hoffm., Linnaea 43: 137 (1881)
- Zephyranthes entreriana (O.Hoffm.) Pax, Bot. Jahrb. Syst. 11: 326 (1890)
- Zephyranthes bakeriana Morong, Ann. New York Acad. Sci. 7: 239 (1893)
- Zephyranthes commersoniana Herb.
- Zephyranthes stenopetala Baker, Bull. Misc. Inform. Kew 1898: 226 (1898)
- Amaryllis hassleriana Chodat et Lendn., Bull. Herb. Boissier, II, 1: 422 (1901)
- Zephyranthes timida E.Holmb., Anales Mus. Nac. Buenos Aires, III, 2: 77 (1903)
- Zephyranthes oxitepala Speg., Physis (Buenos Aires) 3: 41 (1917)
- Zephyranthes hassleriana (Chodat et Lendn.) Traub, Pl. Life 6: 60 (1950)
- Zephyranthes kurtzii Hunz. et Cocucci, Kurtziana 5: 362 (1969)[6]